# Turricula parryi
Turricula parryi är en strävbladig växtart som först beskrevs av Samuel Frederick Gray, och fick sitt nu gällande namn av James Francis Macbride. Turricula parryi ingår i släktet Turricula och familjen strävbladiga växter. Inga underarter finns listade i Catalogue of Life.